# Anne Walbank Buckland
Anne Walbank Buckland (* 1832; † 1899), kurz A. W. Buckland, war eine britische Anthropologin, die zu den ersten Frauen in ihrem Fachgebiet gehörte.

## Leben
Buckland wurde 1832 geboren. 1872 publizierte sie ihr erstes Buch über Oberammergau, seine Bevölkerung und die Oberammergauer Passionsspiele, an die sie allgemeine Betrachtungen über die von ihr als miracle plays bezeichneten Passionsspiele anschloss. Das Buch, in dem sie die Passionsspiele in Oberammergau für ihre Purheit und ihre Verwurzelung im lokalen Kontext bewunderte, fiel in eine Zeit, als Oberammergau zunehmend in den Blickpunkt internationaler Touristen fiel. Das Buch entstand aus einem Vortrag, den Buckland im Januar 1872 vor der Bath Literary and Philosophical Association gehalten hatte. 1875 wurde sie als eine der ersten Frauen in das Anthropological Institute of Great Britain and Ireland aufgenommen. Über die Jahre verfasste sie diverse Aufsätze zu verschiedensten anthropologischen Fragestellungen, die insbesondere im Journal of the Royal Anthropological Institute erschienen. Als sie dort 1875 ihren ersten Artikel veröffentlichte, war sie wahrscheinlich die erste Frau, die in der Zeitschrift einen Beitrag publizierte. 1882 nahm sie als erste Frau an einer Konferenz der British Association for the Advancement of Science teil. Ferner war sie mit dem Pitt Rivers Museum an der University of Oxford assoziiert und steuerte Objekte zu dessen anthropologischer Sammlung bei.
Buckland gehörte der anthropologischen Schule des hyperdiffusionism an, einer diffusionistischen Theorierichtung, die davon ausging, dass alte kulturellen und technischen Errungenschaften aller Zivilisationen unserer Welt von einer Quelle ausgingen, es also in der Urzeit Kontakte zwischen allen Weltregionen gegeben haben muss. Buckland gehörte zu den frühesten Vertretern dieser Denkrichtung und postulierte unter anderem, dass eine „turanische Rasse“ in Zentralasien und Atlantis Teil dieser kulturellen Diffusion gewesen seien. Unter anderem behauptete sie, dass die südamerikanische Kulturpflanze Mais bereits im Alten Ägypten angebaut worden sei. Prinzipiell meinte sie im Alten Ägypten eine der Ursprungszivilisationen der Welt erkennen zu können. Ferner spekulierte sie über Migrationsbewegungen zwischen Afrika, Südamerika und Ozeanien anhand von Floßbautechniken und kultureller Praktiken wie dem Kauen bestimmter Pflanzen oder Nüsse. 1891 veröffentlichte Buckland eine Sammlung ihrer bisherigen Aufsätze in der Anthologie Anthropological Studies. Laut Elizabeth und Benjamin Steere behandelte Buckland in den gesammelten Essays unter anderem „die Ursprünge der Anthropologie, die Evolution des Menschens, Tierabbildungen in verschiedenen Kulturen, frühe landwirtschaftliche Methoden, prähistorische Operationstechniken und die Vielfalt musikalischer Instrumente“. Mit dem Buch versuchte sie, die Anthropologie als wissenschaftliche Fachrichtung in der britischen Oberschicht bekannter und beliebter zu machen. Auf der Titelseite des Werkes bezeichnete sie sich als Ehrenmitglied der Bath Royal Literary and Scientific Institution und der Isle of Man Natural History and Antiquarian Society.
1884 publizierte Buckland ein zweibändiges Reisebuch über Italien, das sie im Titel wörtlich als „die Welt hinter den Esterellen“ (The World Beyond the Esterelles) beschrieb. Unter anderem schrieb sie über den Karneval in Rom, die Sehenswürdigkeiten Roms und den von ihr wahrgenommenen Charakter der Neapolitaner, die sie in negativen Zügen beschrieb und als „Unruhestifter“ Italiens auffasste, ähnlich wie es für sie die Iren im Vereinigten Königreich seien. Viele Engländer sahen damals mit großer Abneigung auf die Iren, die im Zeitalter der Industrialisierung als arme Arbeiter in die englischen Städte gekommen waren. 1893 veröffentlichte Buckland eine Monografie über britische Lebensmittel, in der sie deren Geschichte und Verwendung darlegte. Unter anderem beschrieb sie, dass die Tomate im England des 19. Jahrhunderts wegen ihres hohen Preises unbeliebt sei und insbesondere auch von der Unterschicht noch skeptisch beäugt werde. Das Buch wurde 2008 in den Vereinigten Staaten neu aufgelegt. Zwei Exzerpte waren 1962 auch von Ann Seranne und John Tebbel in ihre Anthologie The Epicure’s Companion aufgenommen worden. Buckland starb 1899.

## Veröffentlichungen
- Ober Ammergau and Its People, in Connection with the Passion Play and Miracle Plays in General. Simpkin, Marshall and Company, London 1872.
- The World Beyond the Esterelles. Zwei Bände. Remington and Co., London 1884.
- Our Viands: Whence They Come and How They Are Cooked, with a Bundle of Old Recipes from Cookery Books of the Last Century. Ward and Downey, London 1893. Neuaufgelegt bei Applewood Books, Carlisle 2008, ISBN 978-1-4290-1236-2.
- Anthropological Studies. Ward and Downey, London 1891.